# 新疆ウイグル自治区博物館

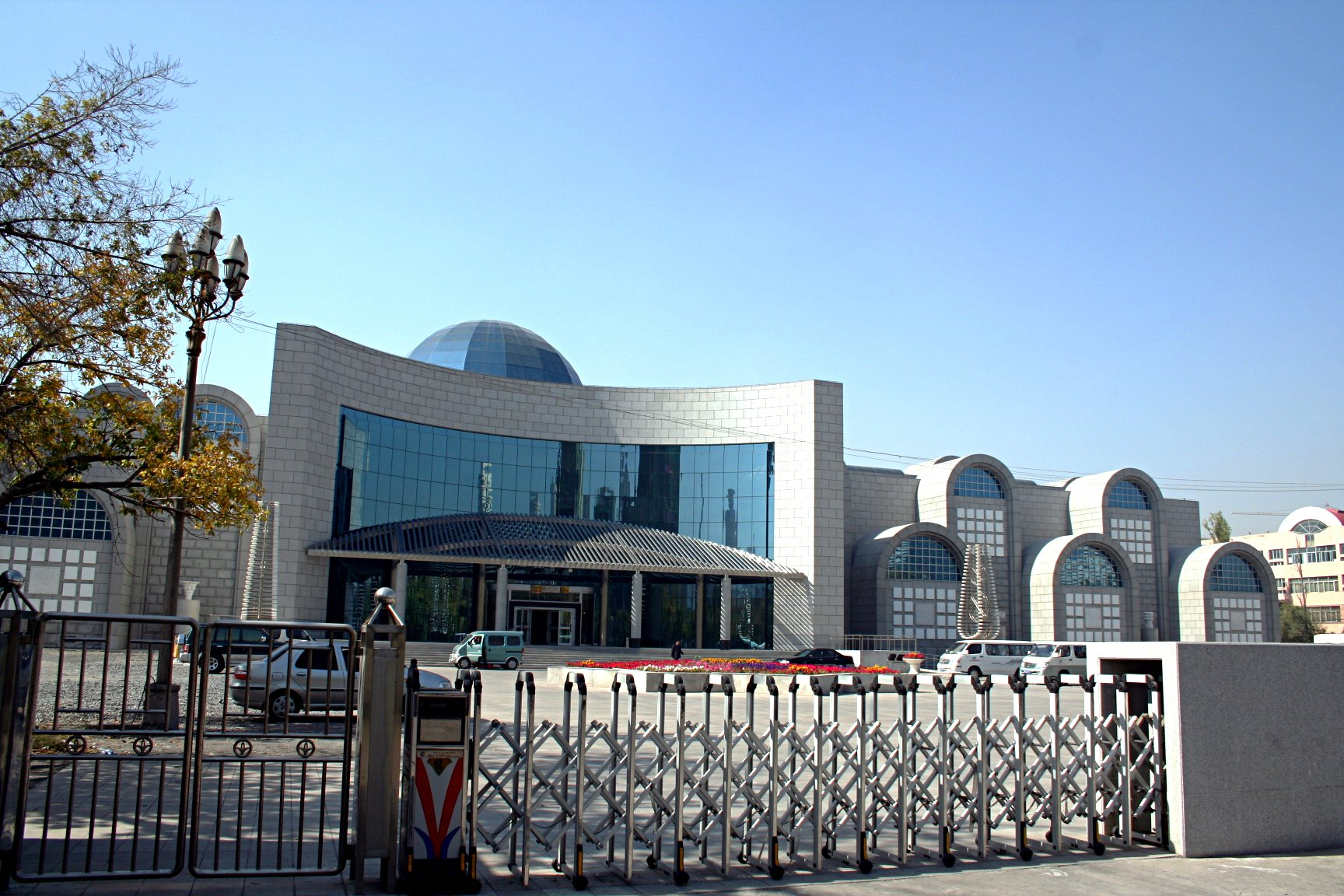
新疆ウイグル自治区博物館

新疆ウイグル自治区博物館（しんきょうウイグルじちくはくぶつかん、中国語: 新疆维吾尔自治区博物馆）は略称が新疆博物館で、中国新疆ウイグル自治区ウルムチ市にある。住所は同市西北路581番（北緯43度49分10.32秒 東経87度35分02.29秒 / 北緯43.8195333度 東経87.5839694度座標: 北緯43度49分10.32秒 東経87度35分02.29秒 / 北緯43.8195333度 東経87.5839694度）。1959年8月に創立、新館は2005年9月20日に開館。2008年5月に、新疆博物館は第一次中国国家一級博物館に選ばれている。

## 展示の概要
「西域の昔日の輝きを探索――新疆の歴史文化財陳列」、「新疆民族の風習陳列、「死去して不朽天下を驚かす――新疆古代ミイラの展示」、「歴史に残る豊富な足跡――新疆革命史料陳列」という4つの常設展覧がある。各種の文化財・標本が4万余点、その内に中国国家一級文物（国家一级文物）381件がある。

## 博物館所蔵品の数々

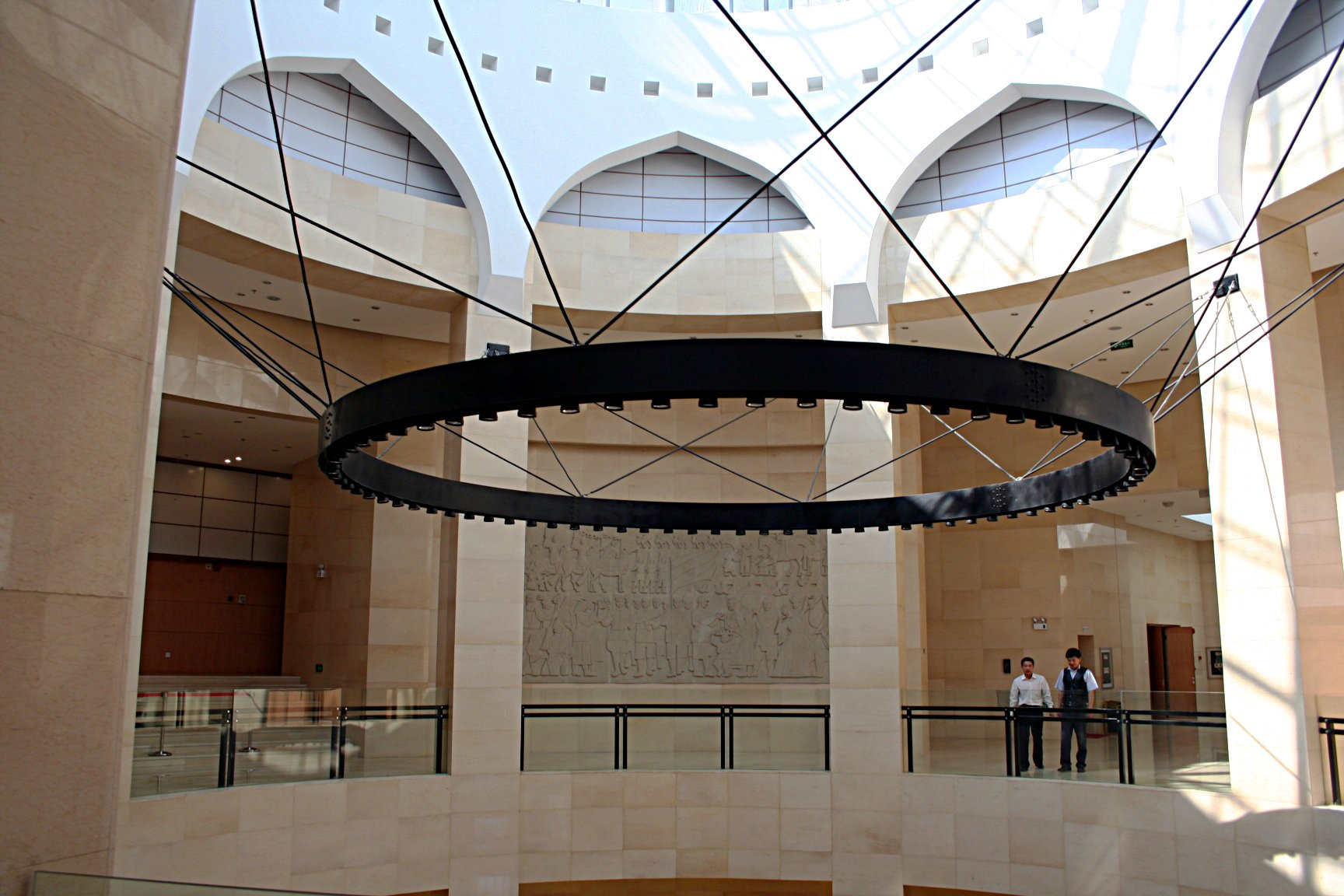
博物館内部の吹き抜け
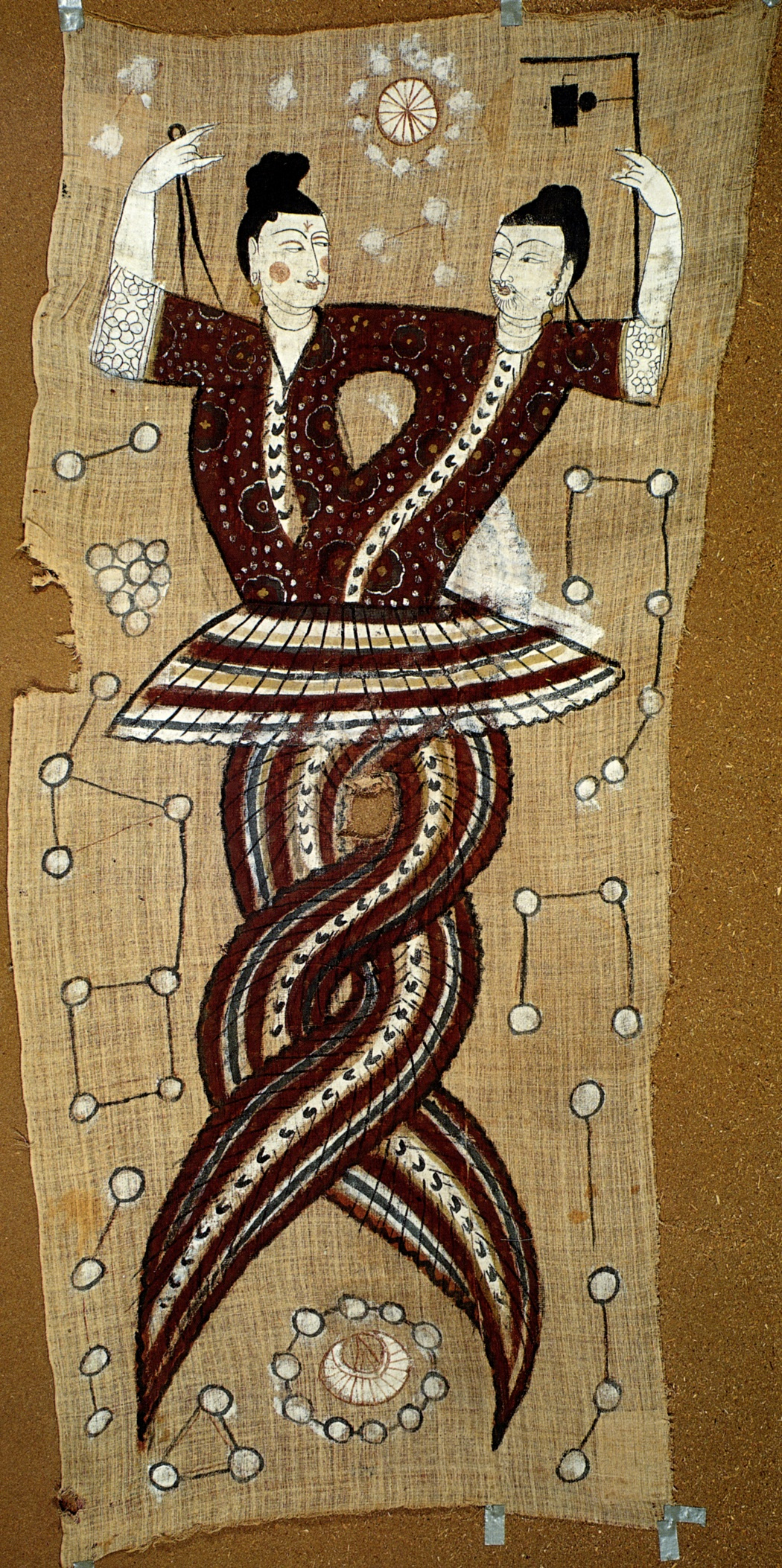
伏羲と女媧
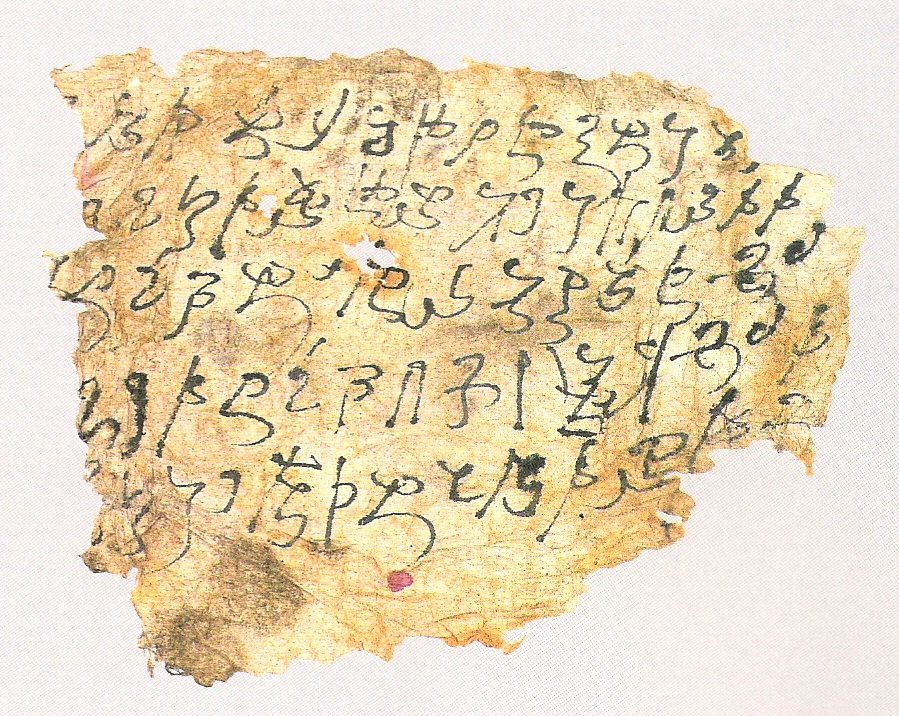
カローシュティー文字
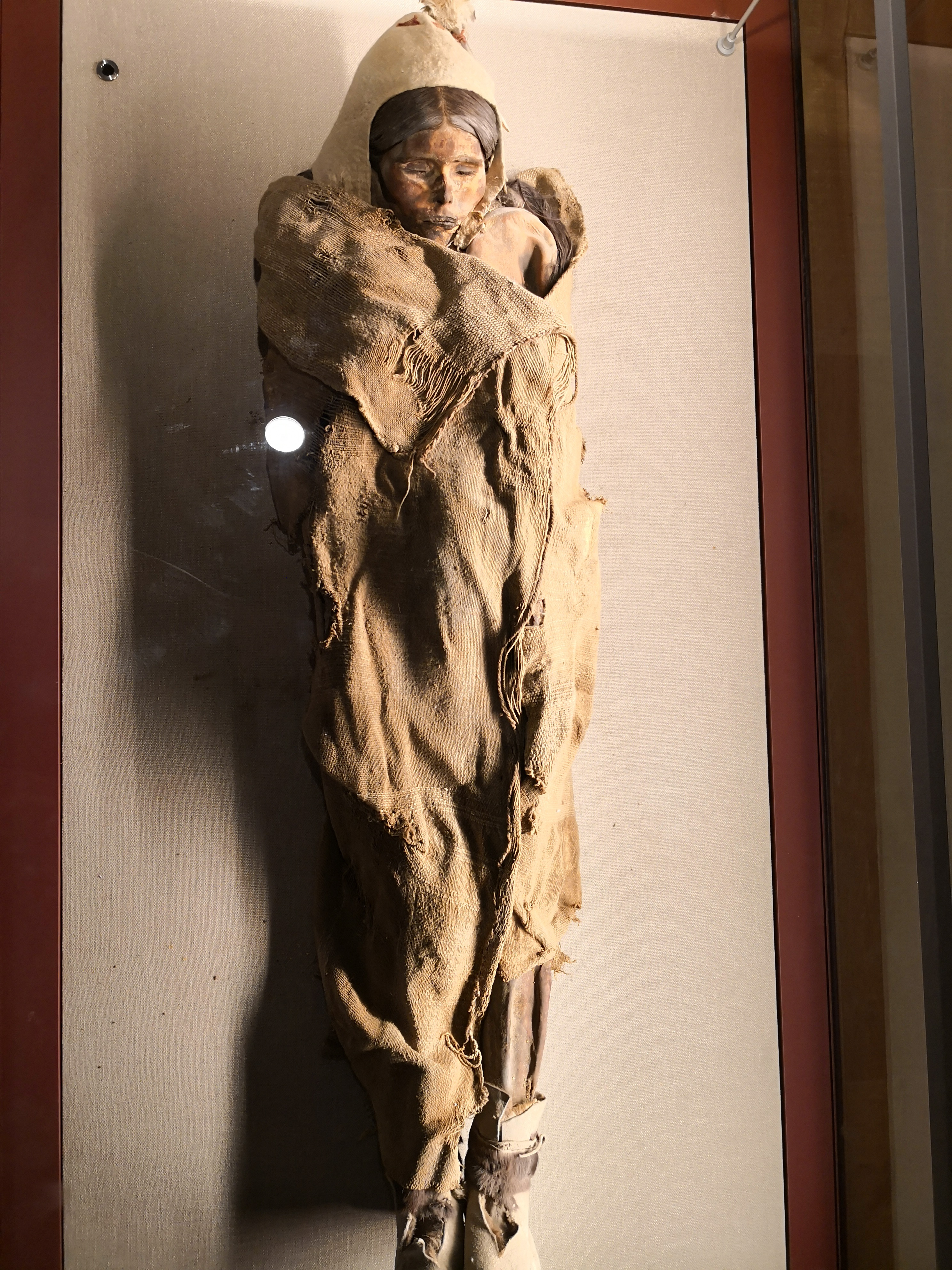
楼蘭の美女（楼蘭出土）
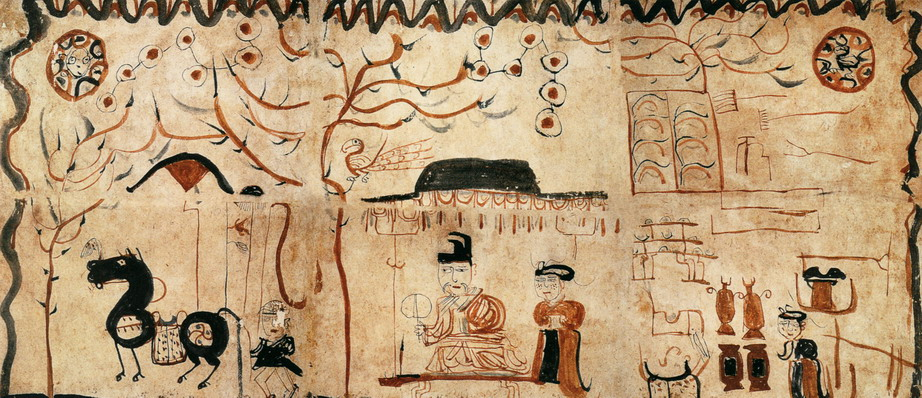
墓の主の生活図（アスターナ古墓群出土）
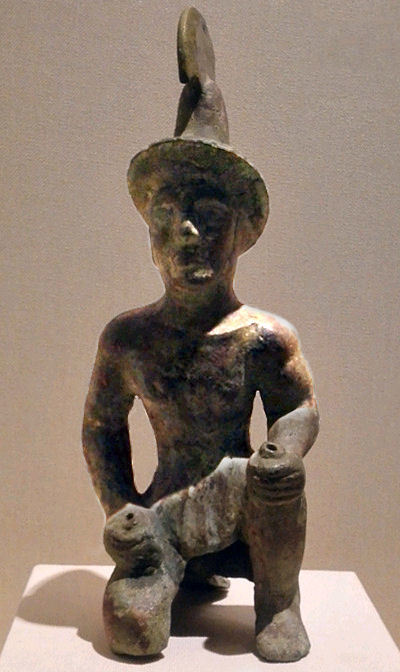
青銅の武士像（青铜武士俑、イリ・カザフ自治州キュネス県出土）
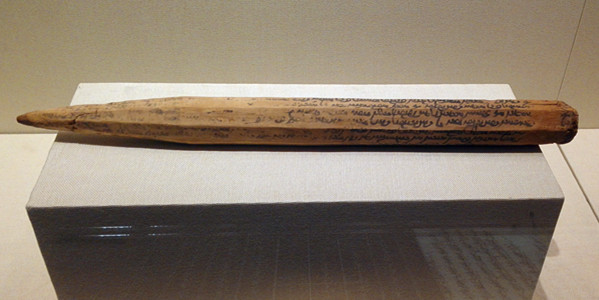
古ウイグル文字の棒